# サミュエル・ウォリス

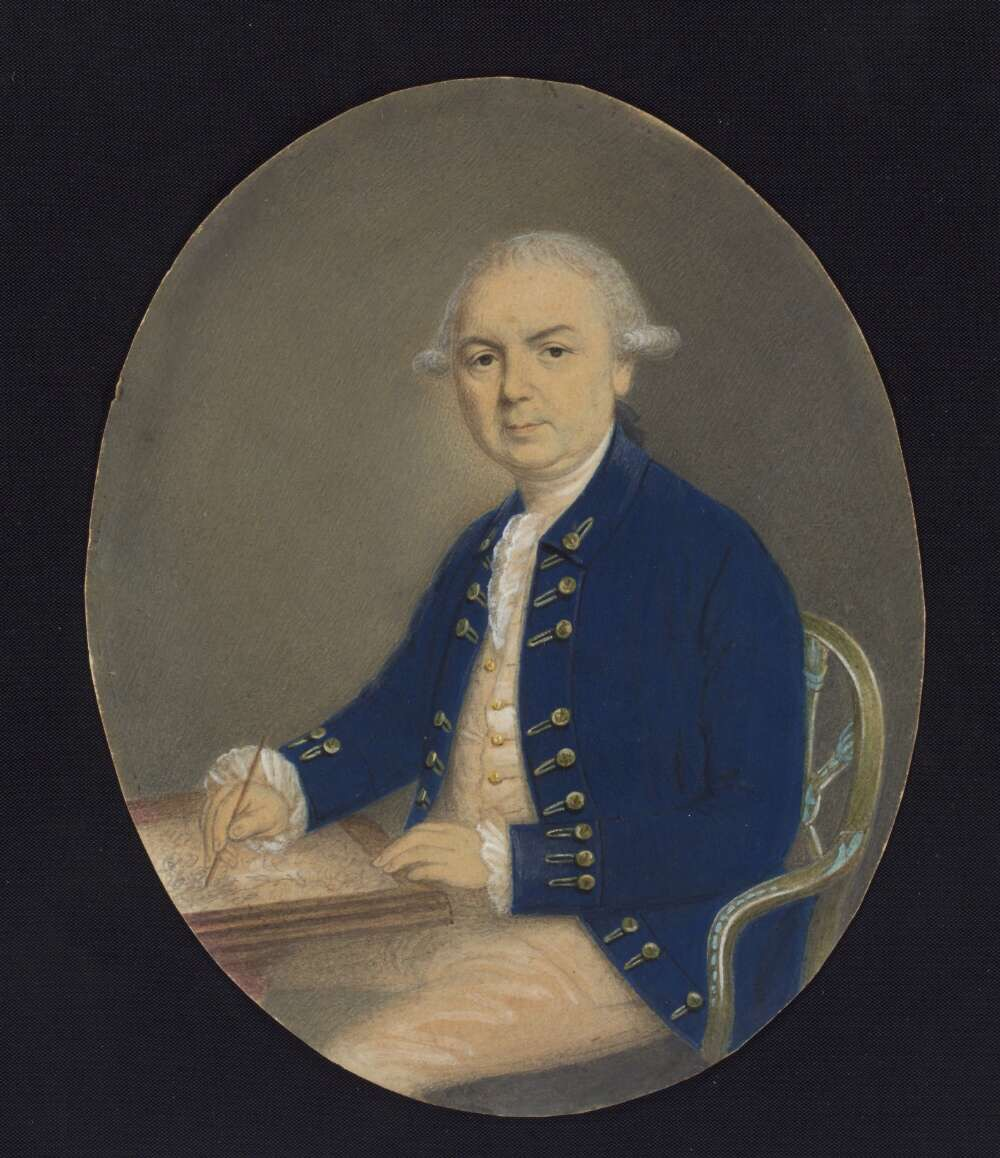
サミュエル・ウォリスの肖像（ヘンリー・スタッブル画、1785年ごろ）

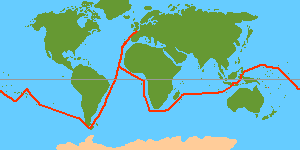
ウォリスの航路（1766 - 1768）

サミュエル・ウォリス（英: Samuel Wallis、1728年4月23日 - 1795年1月21日）は、コーンウォールの航海士。世界一周航海を行った。
コーンウォールのカメルフォード郊外に生まれる。1766年に、フィリップ・カートレット指揮のスワロー号とともに世界周航を行うドルフィン号の指揮官に任命された。ドルフィン号はマゼラン海峡を通過後にスワロー号と別れた後、タヒチ島に向かった。ウォリスは、この島をキング3世島と命名した（1767年6月）。ウォリス自身は体調不良で船室にこもっていたため、副官のトバイアス・フルノーが初めて足を踏み入れ、ペナントを掲揚し、国王の名のもとに島を領有した。その後、ドルフィン号はバタビアに寄港したが、そこで船員の多くが赤痢で死んだ。さらに喜望峰を経由して、1768年5月にイングランドに帰港した。ウォリスはそこで、太平洋に向けてまもなく出発するジェームズ・クックに有益な情報を伝えることができた。ドルフィン号の乗組員のなかにも、クックと航海をともにする者がいた。
1780年に海軍本部のコミッショナー（委員）に任命された。
ポリネシアのウベア島は、ウォリスにちなんでウォリス島と命名された。

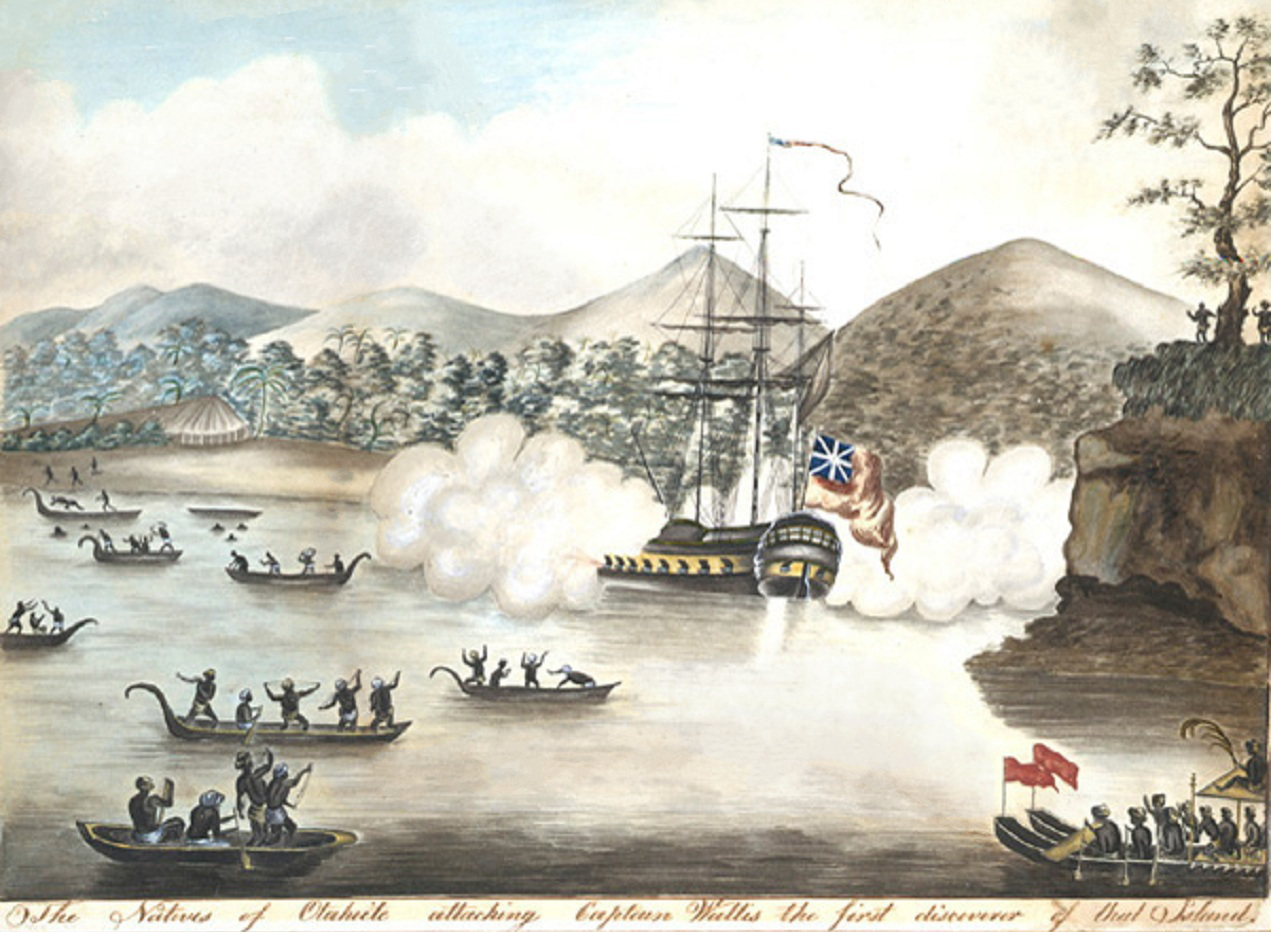
敵対するタヒチ人に立ち向かうドルフィン号
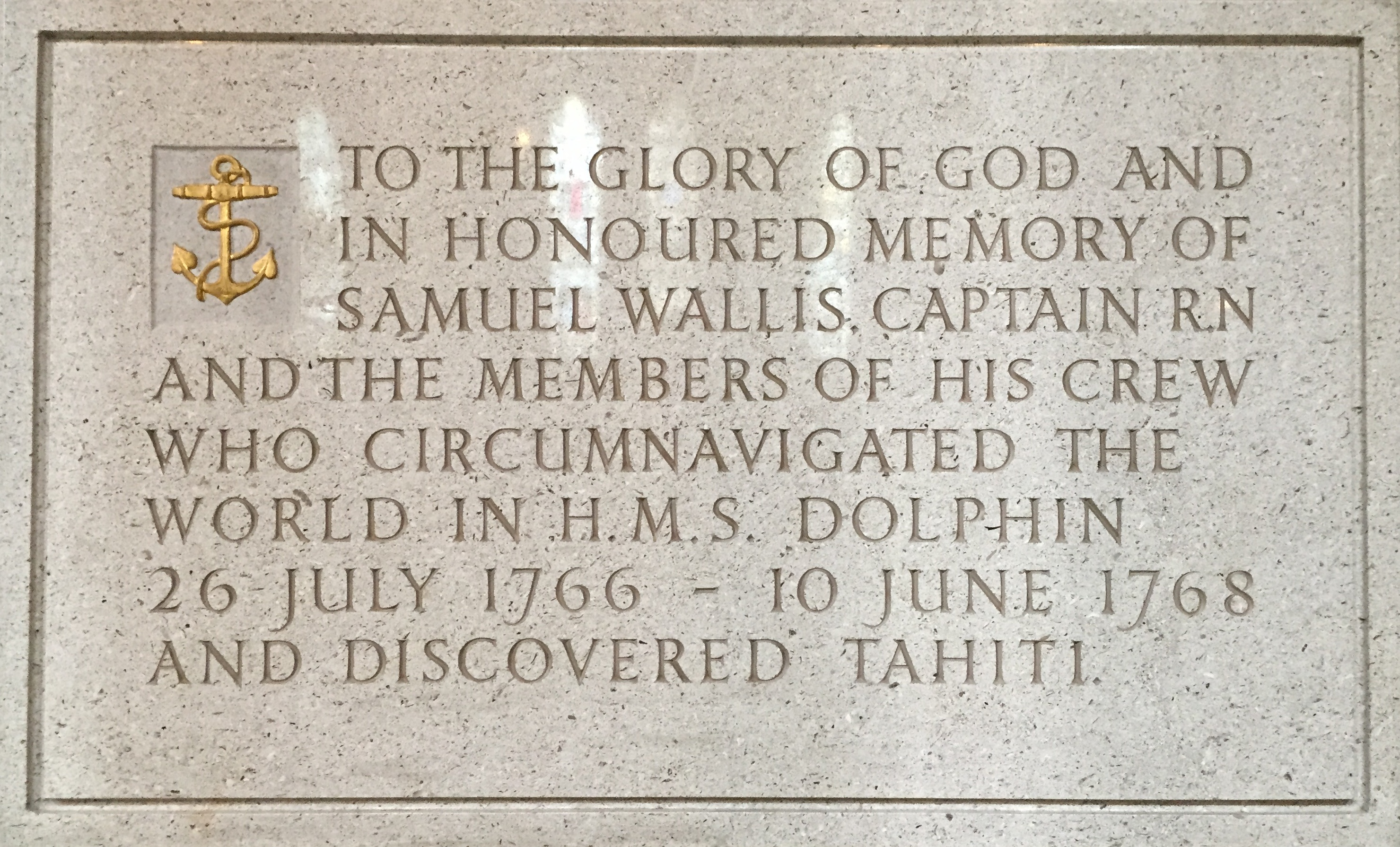
トゥルーロ大聖堂にあるウォリスとその部下たちの記念プレート